# Jonas Lie

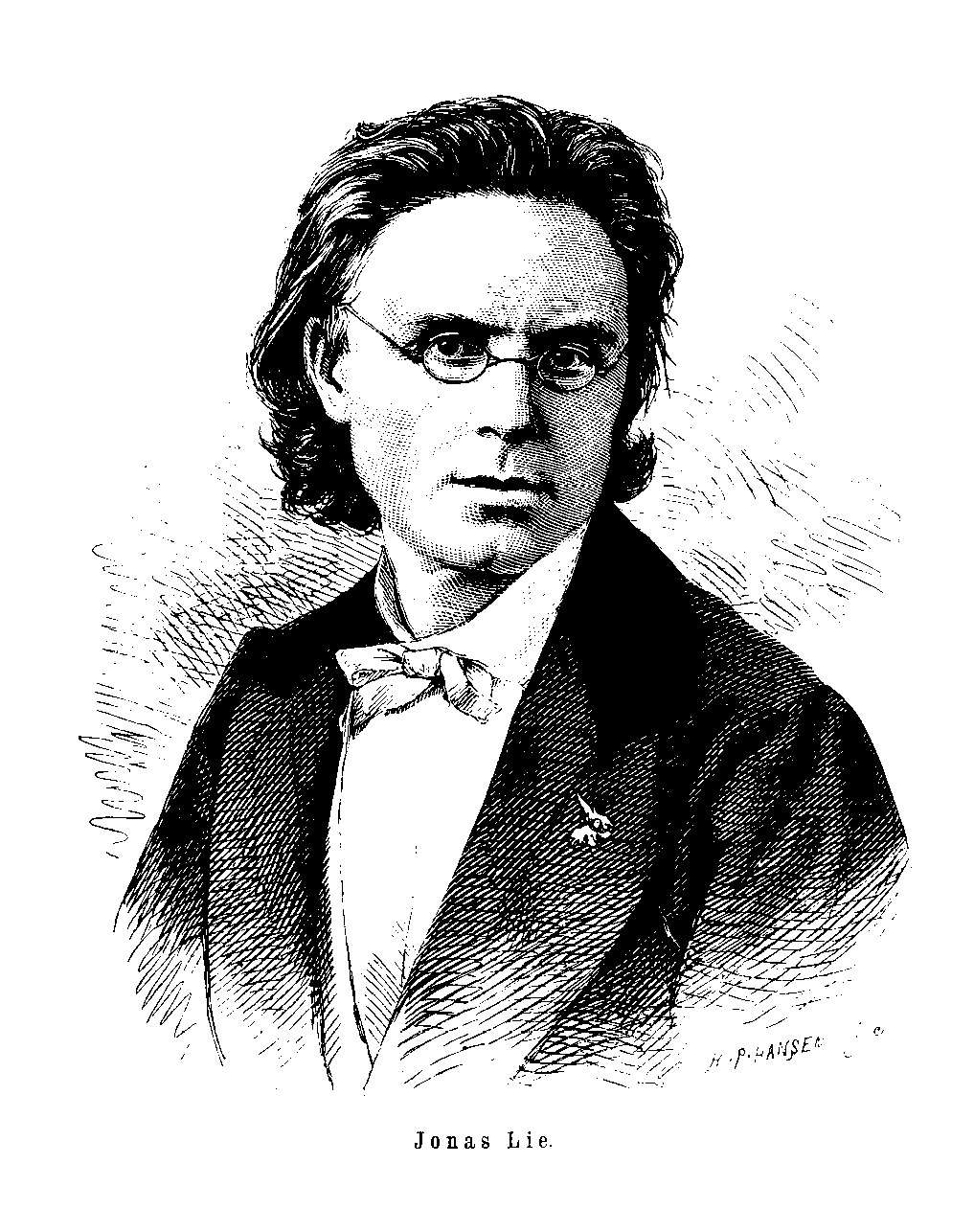
Jonas Lie, um 1874

Jonas Laurits Idemil Lie (* 6. November 1833 auf Hoen Gård, Hokksund; † 5. Juli 1908 in Stavern) war ein norwegischer Schriftsteller und Dramatiker.

## Leben
Lie wurde am 6. November 1833 als Sohn eines Beamten in Hokksund geboren. Er wuchs ab dem sechsten Lebensjahr in Tromsø auf und studierte von 1851 bis 1858 Rechtswissenschaften in Kristiania. Dort traf er Henrik Ibsen und Bjørnstjerne Bjørnson. Nach erfolgreichem Studium praktizierte Lie zwischen 1859 und 1869 als Rechtsanwalt in Kongsvinger. In den frühen 1860er Jahren war er Eigentümer der Wochenzeitschrift Illustreret Nyhedsblad, die er jedoch nicht vor dem finanziellen Ruin retten konnte.
1866 erschien seine Sammlung Digte, die ihn populär machte. Danach gab er seinen Beruf auf und arbeitete als Journalist. 1870 erschien die Novelle Den Fremsynte, die ihn finanziell unabhängig machte. 1871 unternahm er eine Reise in die Polarkreisregion. Dort schrieb er eine Sammlung von Volkserzählungen, Fortællinger og Skildringer fra Norge. Der Roman Tremasteren Fremtiden 1872 machte ihn international bekannt. Ab 1871 lebte und reiste Lie bis 1874 durch Italien, finanziert durch die norwegische Regierung. Während dieser Reise erschien 1873 seine Erzählung Fanfulla. Nach seiner Rückkehr erhielt er 1874 vom norwegischen Storting einen Ehrensold. Noch unter dem Einfluss einer Italienreise schrieb er 1875 die Erzählung Antonio Banniera und das Gedicht Faustina Strozzi. Seit Ende der 1870er Jahre lebte Lie zunächst in Norddeutschland, später dann in Bayern. Den Winter verbrachte er meist in Paris, den Sommer in Berchtesgaden. Nachdem er 1882 schon kurz nach Norwegen zurückgekehrt war, ließ er sich 1893 endgültig in Holskogen bei Kristiansand nieder.

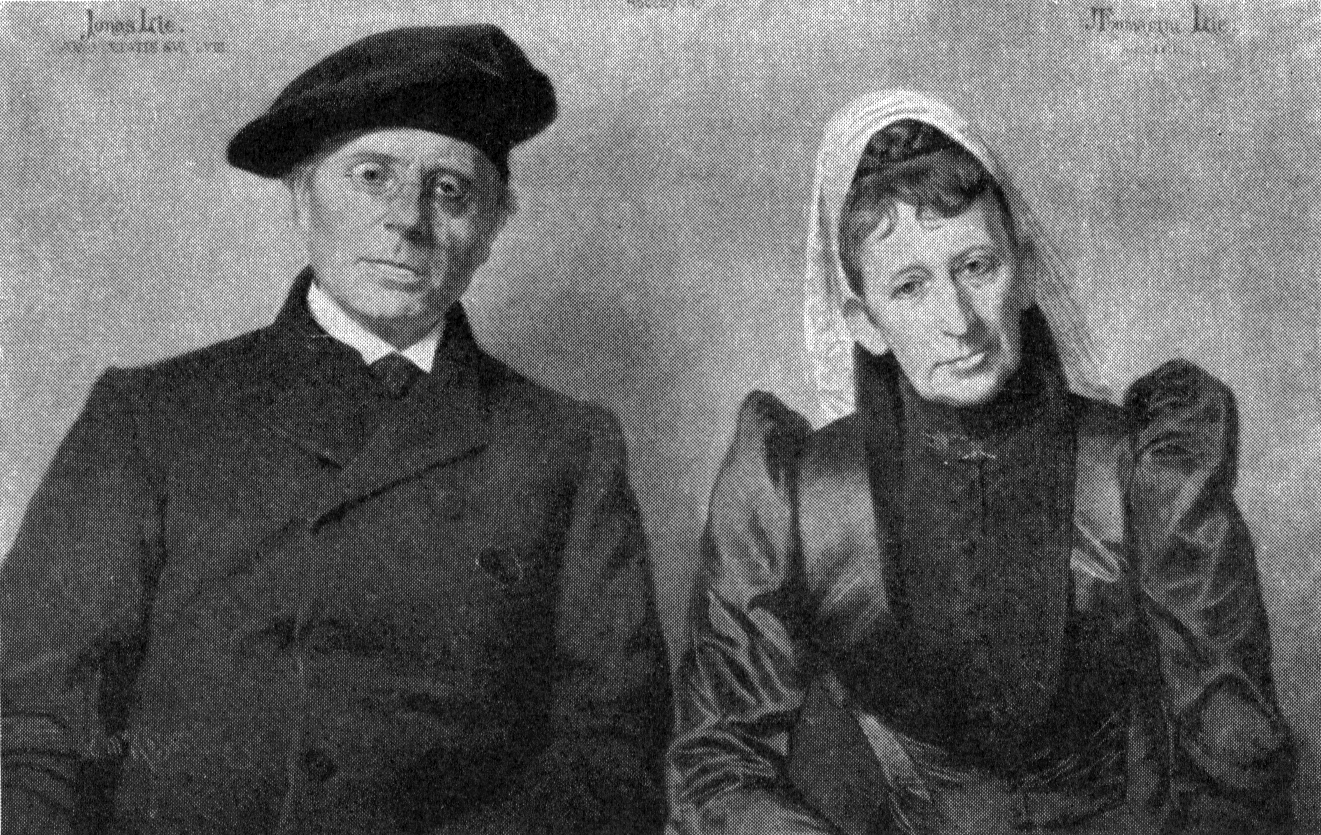
Jonas mit seiner Frau Thomasine Lie 1892

Erste Anerkennung fand Lie durch seine lebendigen Natur- und Menschenschilderungen aus Nordnorwegen. Zum Schreiben animiert und gefördert wurde er durch seinen Freund Bjørnson. Spätere Werke, die durch eine ausgeprägte impressionistische Erzähltechnik und mystische Tendenzen gekennzeichnet sind, rücken soziale Konflikte ins Dämonische. In seinen Märchen ist auch der Einfluss der Neuromantik spürbar. Mit Bjørnson, Alexander Kielland und Ibsen zählt er zu den Großen Vier (De fire store) des 19. Jahrhunderts der norwegischen Literatur.
Lie wurde 1890 in die Königliche Wissenschafts- und Literaturgesellschaft in Göteborg aufgenommen. 1904 zeichnete Oskar II. (Schweden) ihn mit dem Großkreuz des Sankt-Olav-Ordens aus. Nach eigenem Bekunden von Thomas Mann und Herman Bang hatte Lie einen großen Einfluss auf deren Werk.

## Werke
- Digte. Gedichte, 1866 (Digitalisat der Ausgabe von 1889)
- Den Fremsynte, 1870; dt. Ausgaben:
  - Der Geisterseher. Bilder aus Nordland (Norwegen). Von Jonas Lie. Aus dem Norwegischen übersetzt, mit Vorwort und Biographie versehen von Emil J. Jonas. Julius Imme’s Verlag, Berlin 1876
  - Der Hellseher oder Bilder aus Norwegen. Von Jonas Lie. Aus dem Norwegischen von Wilhelm Lange. Vom Verfasser autorisirte Übersetzung. Reclams Universal-Bibliothek, Nr. 1540, Leipzig 1881
- Fortællinger og Skildringer fra Norge. Erzählungen und Schilderungen aus Norwegen, 1872; dt. Ausgabe:
  - Bilder aus Norwegen. Drei Erzählungen von Jonas Lie. Aus dem Norwegischen von Philipp Schweitzer. O. Deistung’s Buchhandlung, Jena 1878
- Tremasteren Fremtiden. Roman, 1872; dt. Ausgabe:
  - Der Dreimaster »Zukunft«. Erzählung aus dem nördlichen Norwegen. Deutsch von H. Denhardt. Verlag Philipp Reclam jun., Leipzig o. J. [1896?]
- Fanfulla. Erzählung, 1873
- Lodsen og hans Hustru. Roman, 1874; dt. Ausgaben:
  - Der Lotse und sein Weib. Übersetzt aus dem Norwegischen von Marie Herzfeld. Engelhorn’s allgemeine Romanbibliothek (Bd. 24), Stuttgart 1889
  - Der Lotse und seine Frau. Uebersetzt aus dem Norwegischen von Edzard Brons. Haynel Verlag, Borkum 1897
  - Der Lotse und seine Frau. Nach einer alten Übersetzung aus dem Norwegischen. Neues Leben, Berlin 1963
- Antonio Banniera. Erzählung, 1875
- Faustina Strozzi. Theaterstück in Versen, 1875
- Rutland. Novelle, 1880; dt. Ausgabe:
  - Rutland. Eine Seegeschichte. Übersetzt von Emilie Stein in Wien. Verlag von Georg Merseburger, Leipzig 1911
- Grabows Kat. Komödie, 1880
- Livsslaven. Novelle, 1883; dt. Ausgaben:
  - Sklave des Lebens. Roman von Jonas Lie. Aus dem Norwegischen übertragen von Georg Daub. Weltgeist-Bücher (Nr. 29/30), Berlin 1926
  - Lebenslänglich verurteilt. Ins Deutsche übertragen von A. O. Schwede. Neues Leben, Reihe Kompass-Bücherei (Bd. 244), Berlin 1978
- Familien paa Gilje. Roman, 1883; dt. Ausgaben:
  - Die Familie auf Gilje. Roman aus dem Leben unserer Zeit. Rechtmäßige Übersetzung von Mathilde Mann. Philipp Reclam jun., Leipzig o. J. [1894]
  - Hof Gilje. Eine Familiengeschichte von Jonas Lie. Aus dem Norwegischen übersetzt von F. Mangold. Engelhorn’s allgemeine Romanbibliothek (Bd. 20), Stuttgart 1894
- En Malstrøm. Novelle, 1884; dt. Ausgabe:
  - Ein Mahlstrom. Erzählung von Jonas Lie. Autorisierte Übertragung aus dem Norwegischen von Erich Holm. Reclams Universal-Bibliothek, Nr. 2402/03, Leipzig 1888
- Kommandørens døtre. Roman, 1886; dt. Ausgabe:
  - Die Töchter des Commandeurs, Übersetzung von M. Ottesen. Engelhorn’s allgemeine Romanbibliothek (Bd. 8), Stuttgart 1887
- Et Samliv, 1887 (dt. Eine Ehe, 1908)
- Maisa Jons. Roman, 1888; DT. Ausgabe:
  - Maisa Jons. Roman. Einzige autorisierte Übersetzung [aus dem Norwegischen] von Margarete Janensch. Georg Merseburger, Leipzig 1912
- Troll. Märchen, 1892 (dt. Troll, 1897)
- Onde Magter, 1890 (dt. Böse Mächte, 1901)
- Niobe. Roman, 1893; dt. Ausgabe:
  - Niobe. Deutsche Verlags-Anstalt, Stuttgart etc. 1895.
- Naar Sol gaar ned. Roman, 1895 (dt. Wenn die Sonne untergeht, 2012)
- Dyre Rein, 1896; dt. Ausgabe:
  - Dyre Rein. Eine Geschichte aus Urgroßvaters Haus. G. J. Göschen, Leipzig 1897
- Wulffie & Co. Drama, 1897
- Lindelin, 1897; dt. Ausgabe:
  - Lindelin. Märchendrama in vier Akten, vom Verfasser veranstaltete deutsche Originalausgabe. G. J. Göschen, Leipzig 1898
- Faste Forland, 1899 (dt. 1899)
- Naar Jerntæppet falder, 1901 (dt. Wenn der Vorhang fällt, 1908)
- Ulfungerne, 1903 (dt. Wolfskinder)
- Østenfor Sol og vestenfor Maane og bagom Babylons Taarn, 1905; dt. Ausgabe:
  - Östlich von der Sonne, westlich vom Mond und hinter den Türmen von Babylon, 1907
- Großvater. Roman, Verlag Richard Taendler, Berlin 1896
- Susamel und andere Geschichten. Hillger, Berlin
- Auf Irrwegen. Autorisierte Übersetzung aus dem Dänischen [sic] von Mathilde Mann. S. Fischer, Berlin